# Биссетт, Джордж
Джордж Би́ссетт (англ. George Bissett; 25 января 1896—1946) — шотландский футболист, нападающий. Наиболее известен как игрок английских клубов «Манчестер Юнайтед» и «Вулверхэмптон Уондерерс».

## Футбольная карьера
Родился в Кауденбите, Шотландия. Играл за клубы «Гленкрейг Тисл» и «Терд Ланарк» до начала войны. В военное время играл в футбол в рядах Британской армии. В ноябре 1919 года стал игроком английского «Манчестер Юнайтед». Дебютировал в составе «Юнайтед» 15 ноября 1919 года в матче Первого дивизиона против «Бернли». Провёл в клубе два полных сезона, но в ноябре 1921 года был продан в «Вулверхэмптон Уондерерс». За «Юнайтед» он сыграл 42 матча и забил 10 мячей.
3 декабря 1921 года дебютировал в составе «Вулверхэмптона» в матче против «Порт Вейл». Выступал за клуб до 1924 года, сыграв более 40 матчей и забив 10 мячей.
В январе 1924 года перешёл в валлийский клуб «Понтиприт», но уже спустя четыре месяца стал игроком английского «Саутенд Юнайтед». В «Саутенде» провёл два сезона, после чего завершил карьеру в 1926 году.